# مغامرات المخبر الشجاع
مغامرات المخبر الشجاع (بالإنجليزية: The Great Mouse Detective)‏ أو الفأر المتحري (كما ورد في تسمية تلفزيون ج) هو فيلم رسوم متحركة محرك يدويًا من إنتاج استديوهات والت ديزني للرسوم المتحركة.

## التمثيل الصوتي

### النسخة العربية الفصحى
- فؤاد شمص - بازيل
- خالد السيد - داوسن
- عفيف شيا - راتيغان
- ألين سعادة - أوليفيا
- ريمون فرنسيس - فلافرشام
- فادي الرفاعي - فيدجيت
- زينة ضاهر - الملكة موستوريا، سيدة جادسون
- زياد منذر (مدرج باسم زياد أبو منذر)
- حسن مهدي - بارتولوميو
- ريتشارد ياني
- جيهان الملا

## وصلات خارجية
- الموقع الرسمي
- مغامرات المخبر الشجاع على موقع IMDb (الإنجليزية)
- مغامرات المخبر الشجاع على موقع ميتاكريتيك (الإنجليزية)
- مغامرات المخبر الشجاع على موقع روتن توميتوز (الإنجليزية)
- مغامرات المخبر الشجاع على موقع نتفليكس (الإنجليزية)
- مغامرات المخبر الشجاع على موقع ألو سيني (الفرنسية)
- مغامرات المخبر الشجاع على موقع Turner Classic Movies (الإنجليزية)
- مغامرات المخبر الشجاع على موقع أول موفي (الإنجليزية)
- مغامرات المخبر الشجاع على موقع بوكس أوفيس موجو (الإنجليزية)
- مغامرات المخبر الشجاع على موقع فيلمافينيتي (الإسبانية)
- مغامرات المخبر الشجاع على موقع قاعدة بيانات الأفلام السويدية (السويدية)
- مغامرات المخبر الشجاع في قاعدة بيانات الرسوم المتحركة الكبيرة